# Минич, Миломир
Миломир Минич (серб. Миломир Минић; род. 5 октября 1950, Драчич, Колубарский округ, Социалистическая Республика Сербия, СФРЮ) — сербский политический и государственный деятель, премьер-министр Сербии в составе Союзной Республики Югославия (25 октября 2000—25 января 2001), юрист.

## Биография
Выпускник юридического факультета Белградского университета. Был председателем районного комитета Союза социалистической молодежи Югославии в Вальеве, затем активистом Союза коммунистов Югославии (с 1986 года) и Сербии, заместителем председателя ЦК СК Сербии.
В 1990-е годы один из ближайших соратников Слободана Милошевича, позже член Социалистической партии Сербии.
После политических изменений стал генеральным секретарём Социалистической партии Сербии. В 1990 году назначен генеральным директором национальных железных дорог, позже — президентом совета директоров этой федеральной железнодорожной компании. В 1990—1996 годах работал спикером нижней палаты федерального парламента Югославии — Союзной скупщины СРЮ.
В октябре 2000 года, после свержения Слободана Милошевича, власти и оппозиция договорились о создании переходного правительства, Миломир Минич стал новым премьер-министром Сербии; занимал этот пост до января 2001 года, когда на смену переходному правительству пришёл кабинет, сформированный Демократической партией Сербии во главе с Зораном Джинджичем. Затем ушёл из политики.
Доктор наук. Преподавал в белградском частном Университете Мегатренд, занимал должность декана факультета права, государственного управления и безопасности. В 2016—2019 гг ректор университета.